# City of Playford Tennis International 2022
Il City of Playford Tennis International 2022 è stato un torneo maschile e femminile di tennis professionistico. È stata la 4ª edizione del torneo maschile, facente parte della categoria Challenger 80 nell'ambito dell'ATP Challenger Tour 2022, con un montepremi di 53 120 $. È stata la 4ª edizione anche del torneo femminile , facente parte della categoria W60 nell'ambito dell'ITF Women's World Tennis Tour 2022, con un montepremi di 60 000 $. Si è svolto dal 24 al 30 ottobre 2022 sui campi in cemento del Playford City Tennis Centre di Playford, in Australia.

## Torneo maschile

### Partecipanti

#### Teste di serie
| Nazionalità | Giocatore        | Ranking* | Testa di serie |
| ----------- | ---------------- | -------- | -------------- |
| Australia   | Jordan Thompson  | 83       | 1              |
| Australia   | James Duckworth  | 108      | 2              |
| Australia   | Aleksandar Vukic | 150      | 3              |
| Australia   | Li Tu            | 190      | 4              |
| Australia   | Rinky Hijikata   | 191      | 5              |
| Giappone    | Rio Noguchi      | 246      | 6              |
| Australia   | Dane Sweeny      | 255      | 7              |
| Australia   | Omar Jasika      | 279      | 8              |

* Ranking al 17 ottobre 2022.

### Altri partecipanti
I seguenti giocatori hanno ricevuto una wild card per il tabellone principale:
- Alex Bolt
- Blake Ellis
- Edward Winter

Il seguente giocatore è entrato in tabellone con il ranking protetto:
- Jeremy Beale

I seguenti giocatori sono passati dalle qualificazioni:
- Ajeet Rai
- Luke Saville
- Yusuke Takahashi
- Blake Mott
- Jeremy Jin
- Calum Puttergill

## Torneo femminile

### Partecipanti

#### Teste di serie
| Nazionalità   | Giocatrice       | Ranking* | Testa di serie |
| ------------- | ---------------- | -------- | -------------- |
| Australia     | Priscilla Hon    | 158      | 1              |
| Australia     | Jaimee Fourlis   | 176      | 2              |
| Australia     | Maddison Inglis  | 191      | 3              |
| Corea del Sud | Han Na-lae       | 200      | 4              |
| Australia     | Olivia Gadecki   | 234      | 5              |
| Australia     | Kimberly Birrell | 243      | 6              |
| Australia     | Lizette Cabrera  | 278      | 7              |
| Giappone      | Mai Hontama      | 286      | 8              |

* Ranking al 17 ottobre 2022.

Le seguenti giocatrici sono passate dalle qualificazioni:
- Natsuho Arakawa
- Roopa Bains
- Monique Barry
- Petra Hule
- Lisa Mays
- Kaylah McPhee
- Sara Nayar
- Sarah-Rebecca Sekulic

## Campioni

### Singolare maschile
Rinky Hijikata ha sconfitto in finale  Rio Noguchi con il punteggio di 6–1, 6–1.

### Singolare femminile
Kimberly Birrell ha sconfitto in finale  Maddison Inglis con il punteggio di 3–6, 7–5, 6–4.

### Doppio maschile
Jeremy Beale /  Calum Puttergill hanno sconfitto in finale  Rio Noguchi /  Yusuke Takahashi con il punteggio di 7–6(2), 6–4.

### Doppio femminile
Alexandra Bozovic /  Talia Gibson hanno sconfitto in finale  Han Na-lae /  Priska Madelyn Nugroho con il punteggio di 7–5, 6–4.